# Thierry Laurey
Thierry Laurey (Troyes, 17 februari 1964) is een Frans voetbaltrainer en voormalig voetballer die zowel speelde als verdediger als middenvelder.

## Spelerscarrière
Laurey doorliep de jeugdopleidingen van FC Saint-Mesmin, Troyes AC uit zijn geboortestad, USM Romilly en Valenciennes FC. Bij de laatste club maakte hij in 1982 zijn profdebuut. Na vier jaar vertrok Laurey naar Olympique Marseille. Het beste resultaat van Laurey met Marseille was de tweede plaats in het seizoen 1986/87 en het bereiken van de Coupe de France-finale in 1987. Tijdens een verhuurperiode bij Montpellier HSC in het seizoen 1987/88 werd hij pas echt centrale verdediger. Hiervoor speelde Laurey ook vaak op de flanken of in het middenveld. In 1988 verbond Laurey zich aan FC Sochaux en twee jaar later maakte hij de grote overstap naar Paris Saint-Germain. Na acht wedstrijden vertrok hij in 1991 naar AS Saint-Étienne. Laurey sloot zijn carrière af bij Montpellier, waar hij al eerder aan uitgeleend was. Bij Montpellier speelde hij tussen 1991 en 1998 veruit de meeste wedstrijden en bereikte hij de Coupe de France-finale én de Coupe de la Ligue-finale in 1994.
Laurey speelde op 8 maart 1989 als speler van Sochaux zijn enige interland voor het Frans nationaal team. In deze kwalificatiewedstrijd voor het WK van 1990 werd met 2–0 verloren van Schotland. Hij speelde de hele wedstrijd.

## Trainerscarrière
Laurey werd in 2000 coach van het tweede elftal van Montpellier HSC, de club waar hij zijn loopbaan afsloot. In 2001 stopte hij met deze baan. Pas in 2007 coachte hij weer een profclub, ditmaal FC Sète. Ook hier bleef Laurey maar één jaar; in 2008 werd hij hoofdcoach bij Amiens SC. Opnieuw stopte hij na één jaar. In 2011 keerde hij terug in het profvoetbal met AC Arles-Avignon. In 2013 werd hij coach van Gazélec Ajaccio, uit de Corsicaanse hoofdstad. Jarenlang was Gazélec de "tweede club" van Ajaccio, omdat AC Ajaccio divisies hoger speelde. Na de degradatie van AC Ajaccio uit de Ligue 1 naar de Ligue 2 en de promotie van Gazélec van de CFA naar de Ligue 2, werd er voor het eerst sinds jaren weer een stadsderby van Ajaccio gespeeld. Gazélec won een van de twee wedstrijden. Aan het eind van het seizoen promoveerde Laurey met Gazélec voor het eerst in de clubhistorie naar de Ligue 1, terwijl AC Ajaccio ternauwernood degradatie wist te voorkomen. De eerste wedstrijd op het hoogste niveau werd met 0–0 gelijkgespeeld tegen Troyes, dat eveneens gepromoveerd was. De club degradeerde echter na een seizoen. Laurey werd hierop ontslagen. Sinds 2016 is hij coach van RC Strasbourg. Met die club stelde hij de titel veilig in de Ligue 2 door op vrijdag 18 mei 2017 in de laatste speelronde met 2–1 te winnen van FC Bourg-Péronnas. RC Strasbourg speelde in het seizoen 2007/08 voor het laatst op het hoogste niveau. Onder zijn leiding won Strasbourg de Coupe de la Ligue 2018/19, het tweede Franse bekertoernooi. In mei 2021 kwam er een einde aan de succesvolle periode van Laurey bij Strasbourg. Daarna coachte hij Paris FC en FC Martigues.

## Erelijst

### Als trainer
Gazélec FCO Ajaccio
- Promotie naar Ligue 2

2014
- Promotie naar Ligue 1

2015
RC Strasbourg
- Promotie naar Ligue 1

2017
- Coupe de la Ligue

2019